# Gliese 445
Gliese 445 (Gl 445 hoặc AC +79 3888) là một ngôi sao trình tự chính loại M nằm trong chòm sao Lộc Báo, gần với sao Polaris.

## Vị trí

Khoảng cách của các ngôi sao gần nhất từ 20.000 năm trước cho đến 80.000 năm trong tương lai

Nó hiện đang cách Trái đất 17,6 năm ánh sáng và có cường độ rõ ràng là 10,8. Nó có thể nhìn thấy từ phía bắc của Vùng Chí tuyến Bắc suốt đêm, nhưng không phải bằng mắt thường. Vì ngôi sao là một sao lùn đỏ với khối lượng chỉ bằng một phần ba so với Mặt trời của chúng ta, các nhà khoa học đặt câu hỏi về khả năng của hệ thống này hỗ trợ sự sống. Gliese 445 cũng là một nguồn tia X được biết đến.
Tàu thăm dò Voyager 1 và Gliese 445 sẽ vượt qua nhau trong vòng 1,6 năm ánh sáng trong khoảng 40.000 năm. Vào thời điểm đó, Gliese 445 sẽ ở một phần của bầu trời khác với vị trí hiện tại của nó. Các thăm dò sẽ không còn hoạt động. Ngoài ra, với độ sáng thấp vốn có của ngôi sao, ngay cả ở khoảng cách đó, nó sẽ hầu như không nhìn thấy được bằng mắt thường của một con người giả định, với cường độ rõ ràng chỉ 5,72.

## Cuộc gặp gỡ mặt trời
Trong khi tàu thăm dò Voyager di chuyển trong không gian tới khoảng cách tối thiểu 1,6 năm ánh sáng từ Gliese 445, ngôi sao đang nhanh chóng tiếp cận Mặt trời của chúng ta. Vào thời điểm tàu thăm dò vượt qua Gliese 445, ngôi sao sẽ có khoảng 1.059 phân tích (3,45 năm ánh sáng) từ Mặt trời của chúng ta, nhưng với độ sáng cần thiết ít hơn một nửa bằng mắt thường. Vào thời điểm đó, Gliese 445 sẽ được gắn với Ross 248 vì là ngôi sao gần nhất với Mặt trời của chúng ta (xem Danh sách các ngôi sao gần nhất # Tương lai và quá khứ).